# Клиновка (Татарстан)
Клиновка — поселок железнодорожного разъезда в Нурлатском районе Татарстана. Входит в состав Новоиглайкинского сельского поселения.

## География
Находится в южной части Татарстана на расстоянии приблизительно 8 км на восток-северо-восток по прямой от районного центра города Нурлат на железнодорожной линии Ульяновск-Уфа.

## История
Официально зарегистрирован в 1959 году, но упоминался еще в 1958.

## Население
Постоянных жителей было в 1958 — 89, в 1970—141, в 1979 — 55, в 1989 — 21, в 2002 году 17 (чуваши 76 %), в 2010 году 6.